# Hydroptila sarahae
Hydroptila sarahae is een schietmot uit de familie Hydroptilidae. De soort komt voor in het Nearctisch gebied.